# St. Cassian (Sils im Domleschg)

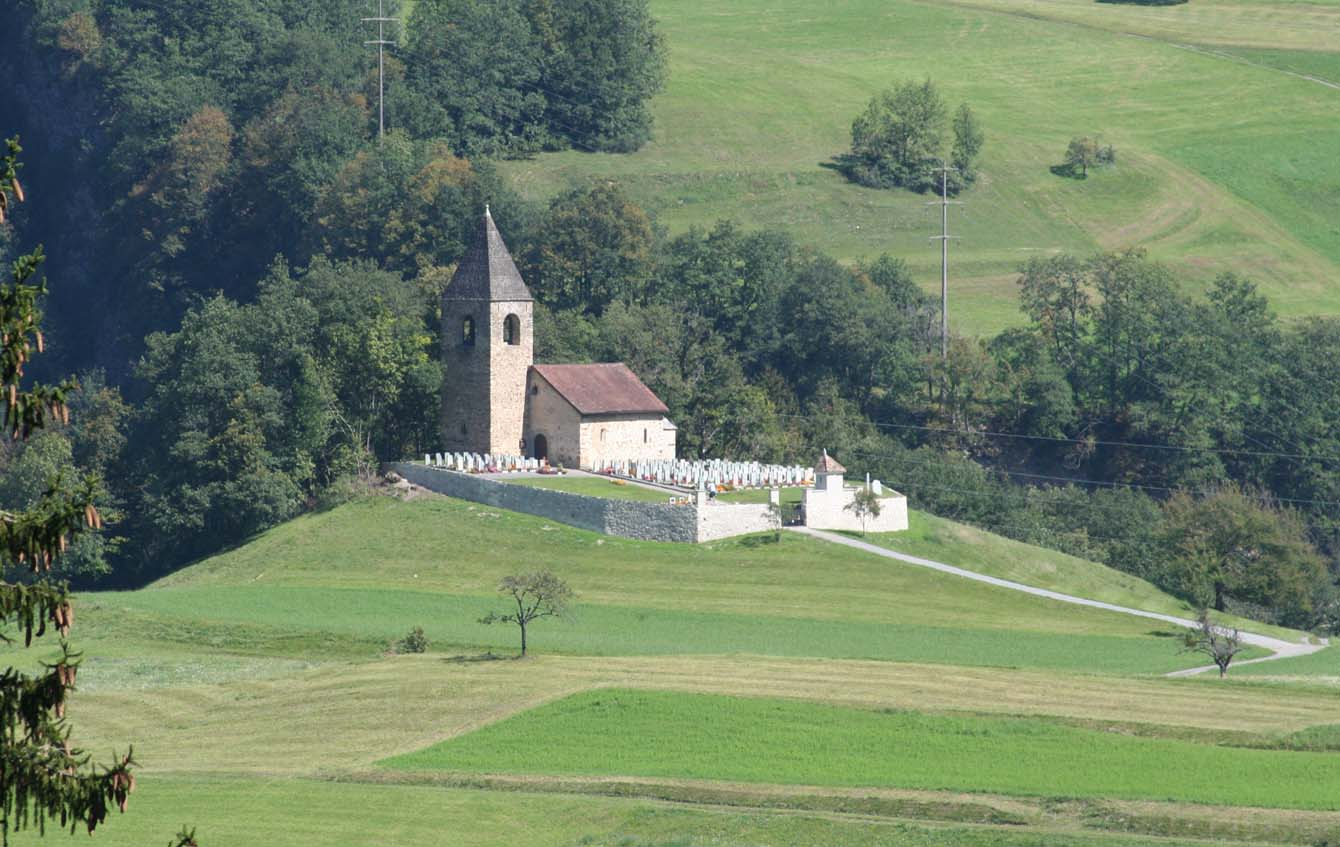
St. Cassian (2007)

St. Cassian zwischen 1914–1918

St. Cassian ist die ursprünglich dem heiligen Cassian geweihte evangelisch-reformierte Begräbniskirche in Sils im Domleschg im Kanton Graubünden. Früher auch Predigtkirche, ist diese Funktion Anfang des 17. Jahrhunderts auf die Dorfkirche übergegangen.

## Geschichte und Ausstattung
Die letztmals 1923–25 renovierte Kirche steht abseits des Dorfes im Osten von Sils.
Die Datierung der ursprünglichen Bausubstanz ist ungewiss, sicherlich mittelalterlich.
Der im Westen an die Fassade anschliessende Kirchturm trägt ein Zeltdach. Ein noch älterer Turm grenzte nordwestlich an das Kirchenschiff an, ist heute aber nur noch als Mauerrest erkennbar. Der Chor zeigt sich tonnenartig gewölbt und raumgreifend, während das Schiff flach gedeckt ist. Die Kanzel stammt aus der Zeit nach Ende der Bündner Wirren von 1650. 

## Kirchliche Organisation
St. Cassian gehört innerhalb der Evangelisch-reformierten Landeskirche Graubünden zur Kirchgemeinde Sils im Domleschg. 